# New York Yankees
New York Yankees je poklicna bejzbolska ekipa, ki trenutno igra v Vzhodni diviziji Ameriške lige v ligi MLB. Nahaja se v četrti Bronx v New Yorku. Kot ena osmih ustanovnih ekip lige je bila ustanovljena v mestu Baltimore, Maryland kot Baltimore Orioles. Čez dve leti se je preselila v New York, kjer je postala znana kot New York Highlanders. Vzdevek »Yankees« je uradno prevzela leta 1913.  V letih 1923−2008 je bil domači stadion ekipe Yankee Stadium, leta 2009 pa so se preselili v novi stadion, ki se prav tako imenuje Yankee Stadium.
Ekipa je zmagala na 27 svetovnih serijah in ima 40 naslovov Ameriške lige, kar je rekord lige MLB. 43 igralcev in enajst upravnikov ekipe je članov Hrama Slavnih bejzbola, med njimi Babe Ruth, Lou Gehrig, Joe DiMaggio, Mickey Mantle in Yogi Berra. Še posebej med obdobjem lastništva Georga Steinbrennerja je ekipa v lovu na lovorike v novačenje nadarjenih igralcev vlagala velike količine denarja. 
Skupina je v lasti Yankee Global Enterprises, LLC, ki jo nadzira družina pokojnega Georgea Steinbrennerja, ki je ekipo kupil leta 1973. Brian Cashman je generalni direktor ekipe, Aaron Boone pa vodja ekipe.
Predvsem zaradi svojega uspeha je ekipa postala zelo popularna in na svojo stran pridobila veliko število navijačev, pa tudi zavistnih privržencev drugih moštev lige, ki ji na gostovanjih namenijo marsikateri žvižg. Blagovna znamka New York Yankees je svetovno znana.  

## Zgodovina
Medtem ko so Yankiji ena najstarejših in najbolj cenjenih profesionalnih bejzbolskih moštev v Združenih državah Amerike, je njihov izvor mogoče zaslediti že v prvih dneh ameriške lige, ki se je začela leta 1901.

### Poreklo v Baltimoru
Ta franšiza se je začela leta 1901, ko so v mestu Baltimore v Marylandu naročili ekipo Baltimore Orioles, prvo zakupljeno Ameriško Ligo. Ligo je ustanovil kot glavno ligaško organizacijo, saj je tisto leto pod njegovim predsednikom Banom Johnsonom nasprotoval nasprotnikovi tekmski Nacionalni Ligi v svojih prejšnjih načrtih, da bi se z njo spoprijel pod pogoji prijateljstva. Prvotno je bilo načrtovano, da bo Baltimore nameščen v New Yorku, kar je sprožilo nasprotovanje mestnega kluba Nacionalni Ligi, Giants. Med leti 1901 in 1903 je veliko igralcev in trenerjev na seznamu Orioles skočilo v Giants. Med tistimi, ki so zamenjali svojo ekipo, je bil prvi menedžer, John McGraw, istoimenski direktor leta 1899 in ki je imel tudi lastniški delež. Med sezono 1901 je bilo med Johnsonom in McGrawom veliko sporov glede disciplinskih zadev, ki so se nadaljevale v sezoni 1902, in s slabo udeležbo, skupaj z govoricami o možnem prestopu ekipe v New York, je odstopil, postal vodja Giantsa in s tem na Orioles preselil na svoj del. Nekaj Orioles - vključno z Rogerjem Bresnahanom in Joeom McGinnityjem - se je pridružilo Giantsom po odhodu McGrawa in Giants je pridobil večino delnic Orioles. Potem ko so Orioles izpustili igro, ker niso imeli dovolj aktivnih igralcev, je liga ponovno osvojila popoln nadzor v sezoni 1902. Po besedah avtorja Martyja Appela je Johnson zahteval, da se seznam Orioles »dopolni z igralci, ki so jih v glavnem dali druge ekipe, da igrajo po urniku«.